# Ben Dunn
Pour les articles homonymes, voir Dunn.
Ben Dunn est un surfeur professionnel australien né le 8 janvier 1986 à Maclean, Nouvelle-Galles du Sud, Australie

## Palmarès

### Titres
- 2003 : Champion du monde Junior ISA à Durban, Afrique du Sud

### Victoire
- 2006 Billabong Pro Japan, Miyazaki, Japon (WQS)

### WCT
- 2008 : 27e
- 2007 : 37e